# Кубок Ирландии по волейболу среди женщин
Кубок Ирландии по волейболу среди женщин — ежегодное соревнование женских волейбольных команд Ирландии. Проводится с 1975 года.

## Формула соревнований
Соревнования проходят по системе плей-офф («осень-весна»). Победители полуфинальных матчей в финале определяют обладателя Кубка. В финале розыгрыша 2024/25 «Сантри Калипсо» победил «Гардианс» 3:1

## Победители
| - 1975 «Дан Лере» Дублин - 1976 «Мидлтон» - 1977 «Мидлтон» - 1978 турнир не проводился - 1979 «Тёрлс» - 1980 «Дан Лере» Дублин - 1981 «Мидлтон» - 1982 «Мидлтон» - 1983 «Мидлтон» - 1984 «Мидлтон» - 1985 «Мидлтон» - 1986 «Баллифермот» Дублин - 1987 «Баллифермот» Дублин - 1988 «Мидлтон» - 1989 «Дан Лере» Дублин - 1990 «Дан Лере» Дублин - 1991 «Дан Лере» Дублин - 1992 «Артейн» Дублин - 1993 «Грейстонс» - 1994 «Артейн» Дублин - 1995 «Грейстонс» - 1996 «Ист Кост Крайзерс» Брей - 1997 «Ист Кост Крайзерс» Брей - 1998 «Ист Кост Крайзерс» Брей - 1999 «Ист Кост Крайзерс» Брей - 2000 «Артейн» Дублин | - 2001 «Нортсайд» Дублин - 2002 «Ист Кост Крайзерс» Брей - 2003 «Ист Кост Крайзерс» Брей - 2004 ЮКД Дублин - 2005 ЮКД Дублин - 2006 «Аэр Лингас» Дублин - 2007 ЮКД Дублин - 2008 «Сантри» Дублин - 2009 «Аэр Лингас» Дублин - 2010 «Аэр Лингас» Дублин - 2011 «Аэр Лингас» Дублин - 2012 «Дублин» - 2013 «Сантри» Дублин - 2014 «Дублин» - 2015 «NUIG Альянс» Голуэй - 2016 «Дублин» - 2017 «Голуэй» - 2018 «Голуэй» - 2019 «Голуэй» - 2020 турнир не завершён - 2021 турнир отменён - 2022 турнир отменён - 2023 «Гардианс» Талла - 2024 «Сантри Калипсо» Дублин - 2025 «Сантри Калипсо» Дублин |